# Magnezitovce
Magnezitovce (in ungherese Baráttelke) è un comune della Slovacchia facente parte del distretto di Revúca, nella regione di Banská Bystrica.